# Paço Imperial
Paço Imperial är en historisk byggnad i centrala Rio de Janeiro.
Paço Imperial byggdes på 1700-talet som residens för de styrande av koloniala Brasilien. Från 1808 var det kungligt residens för Johan IV av Portugal. 1822 blev det ett palats för monarkerna av kejsardömet Brasilien, Peter I av Brasilien och Peter II av Brasilien, som dock inte använde det som residens utan som arbetsplats, medan de bodde i Palácio Imperial. Paço Imperial var det huvudsakliga politiska centret i Brasilien i nästan 150 år, från 1743 till 1889.
På grund av sin arkitektuella och historiska betydelse är Paço Imperial en av Brasiliens viktigaste historiska byggnader. Idag är det ett kulturcenter.

## Galleri

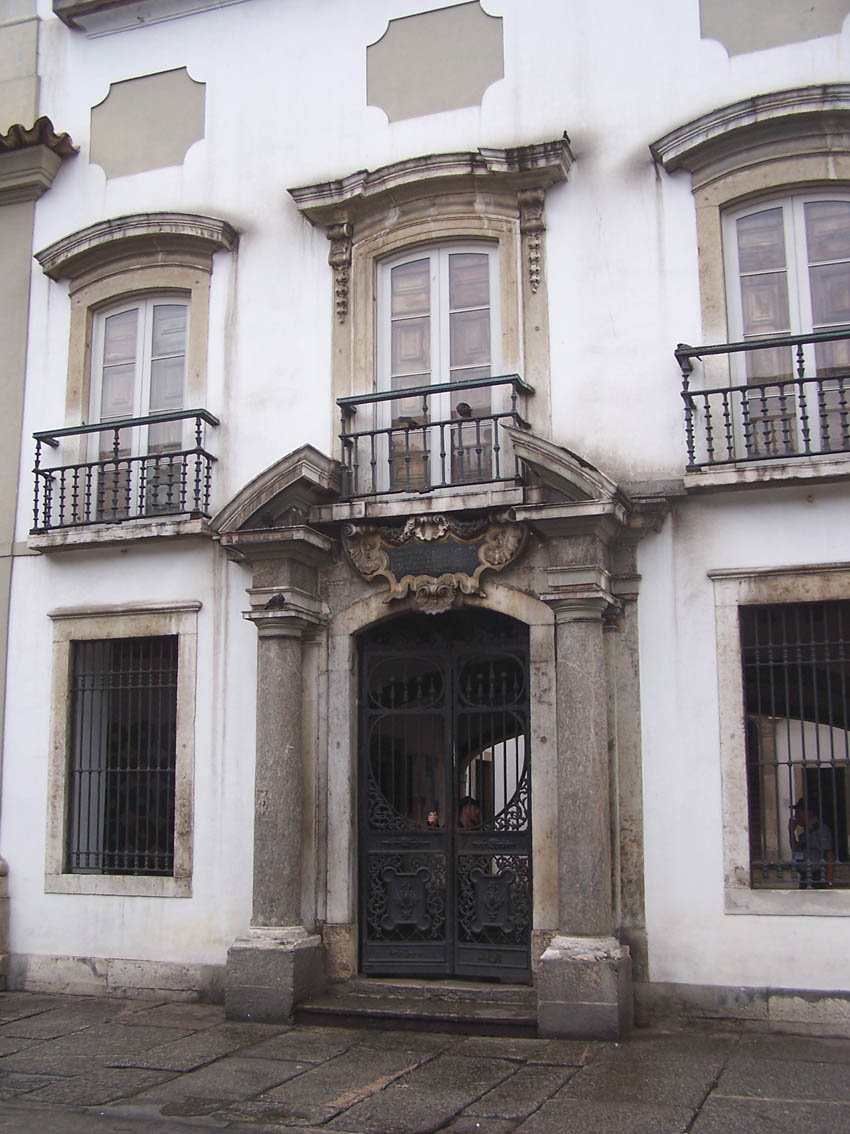
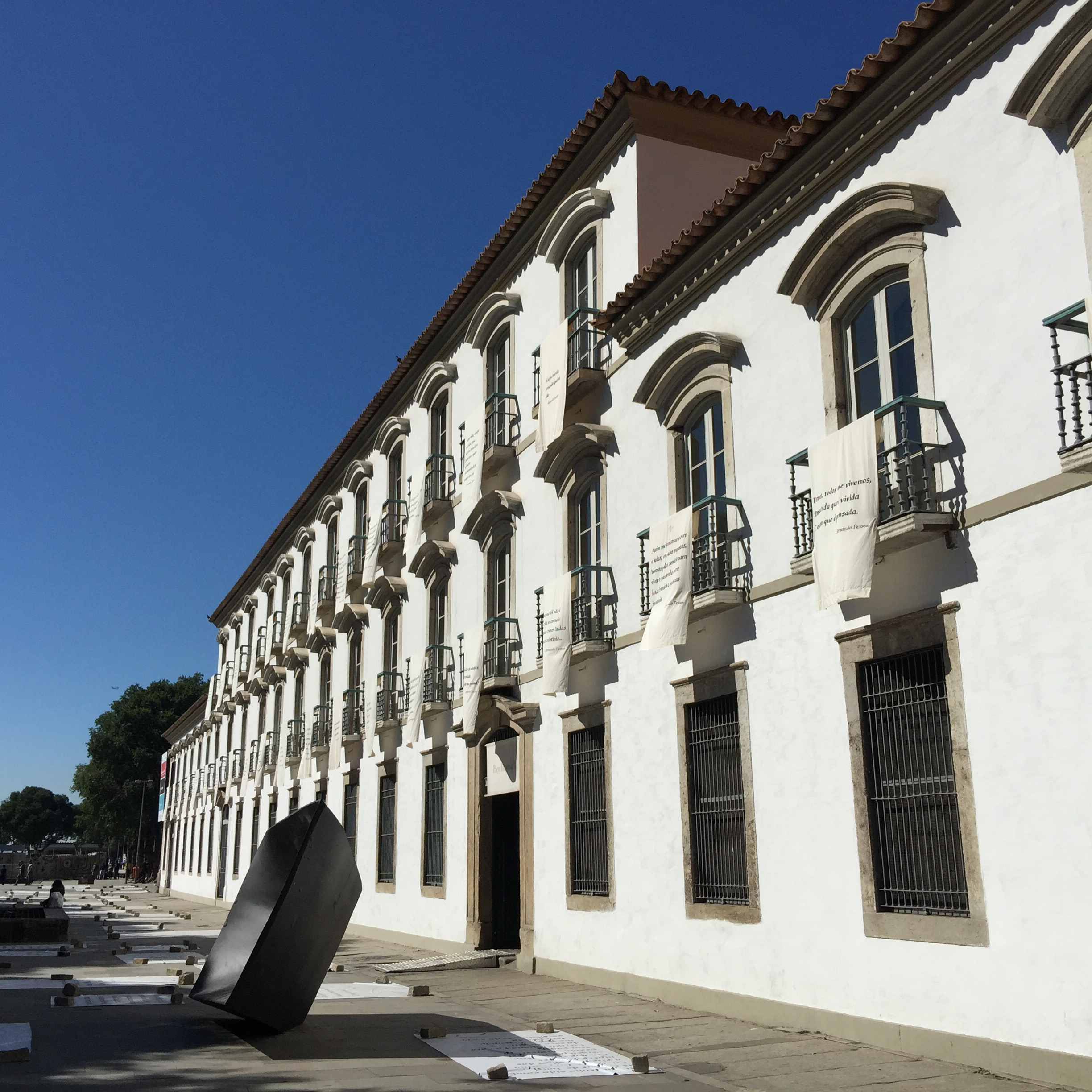
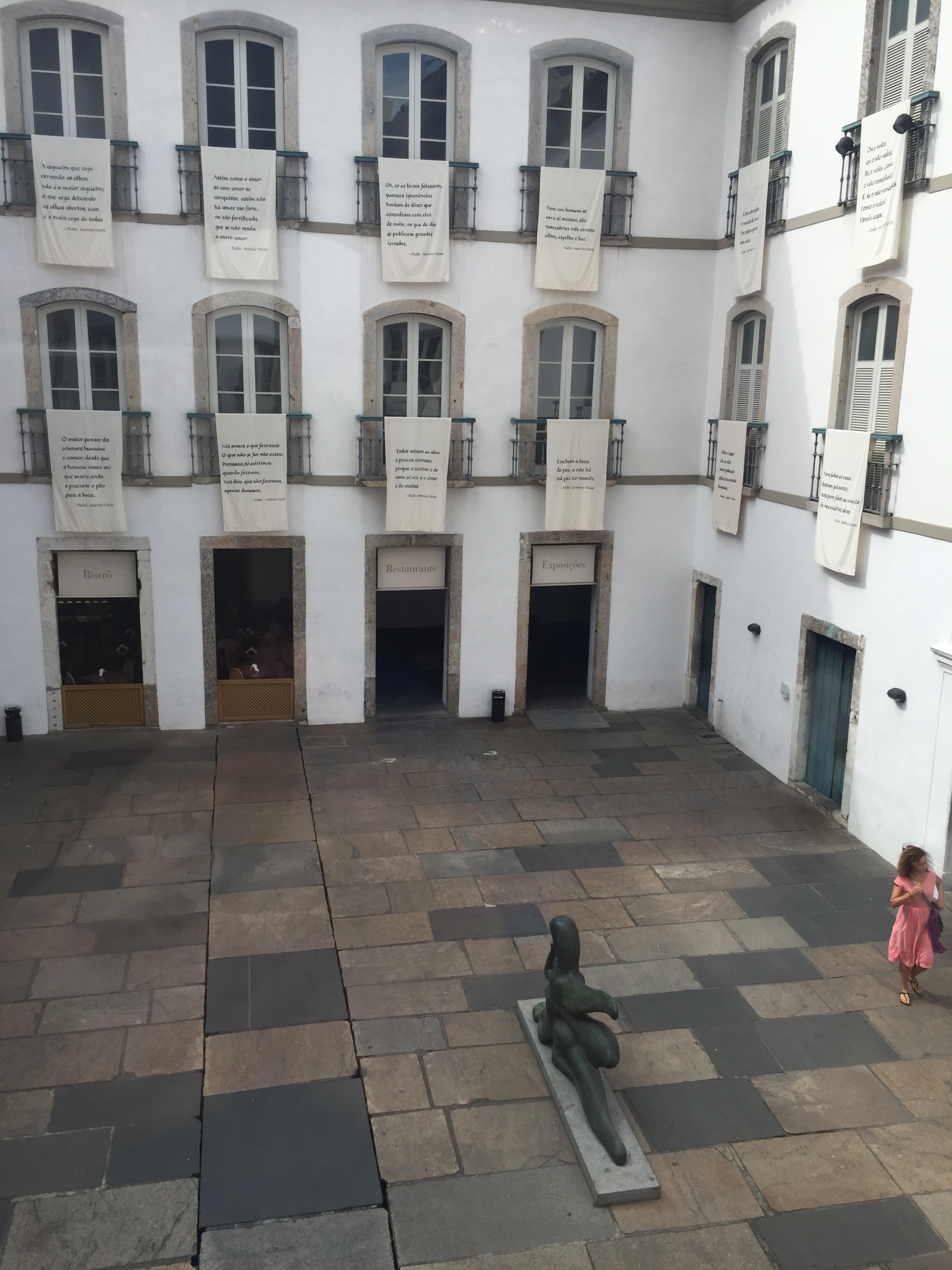
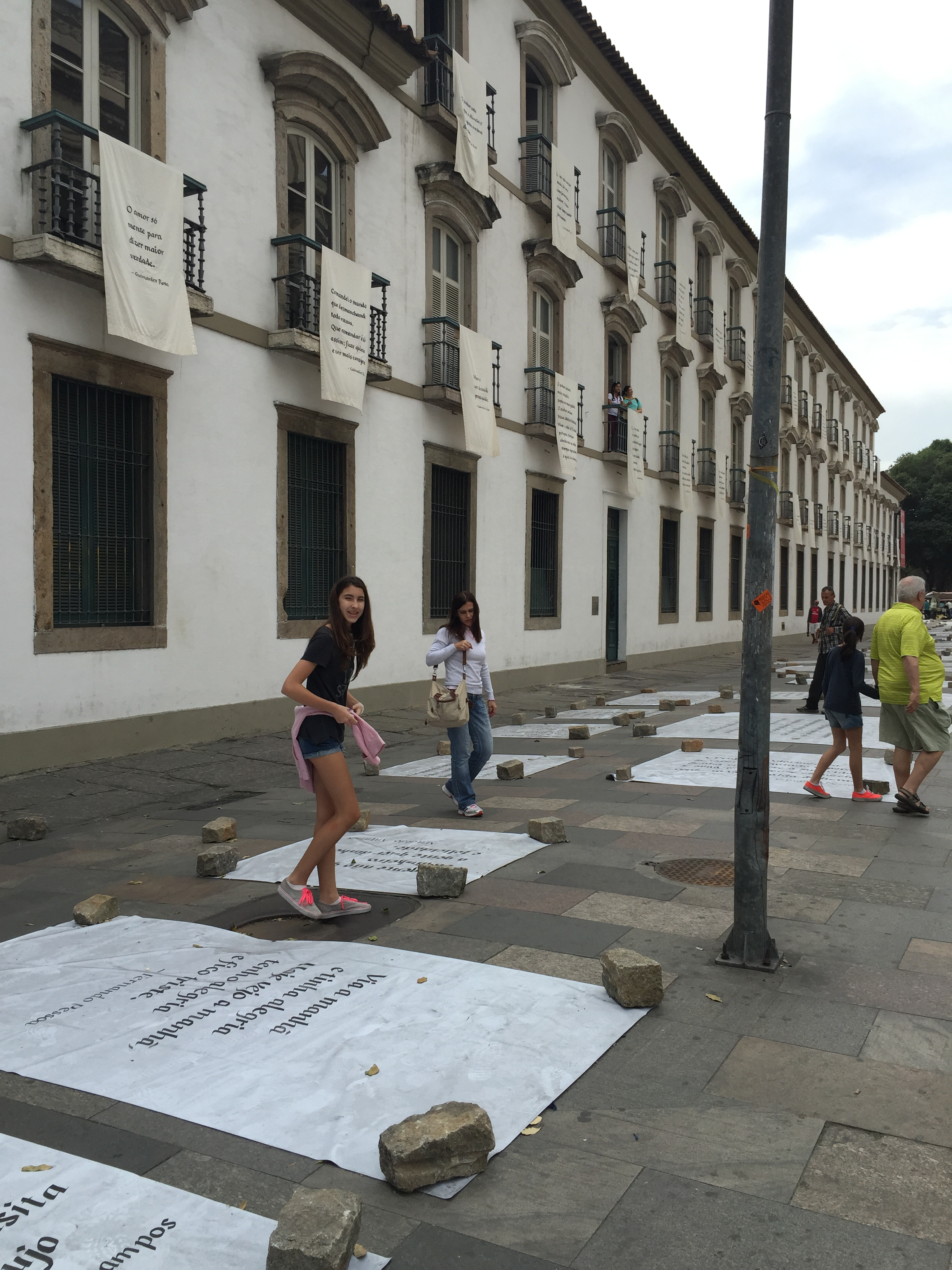
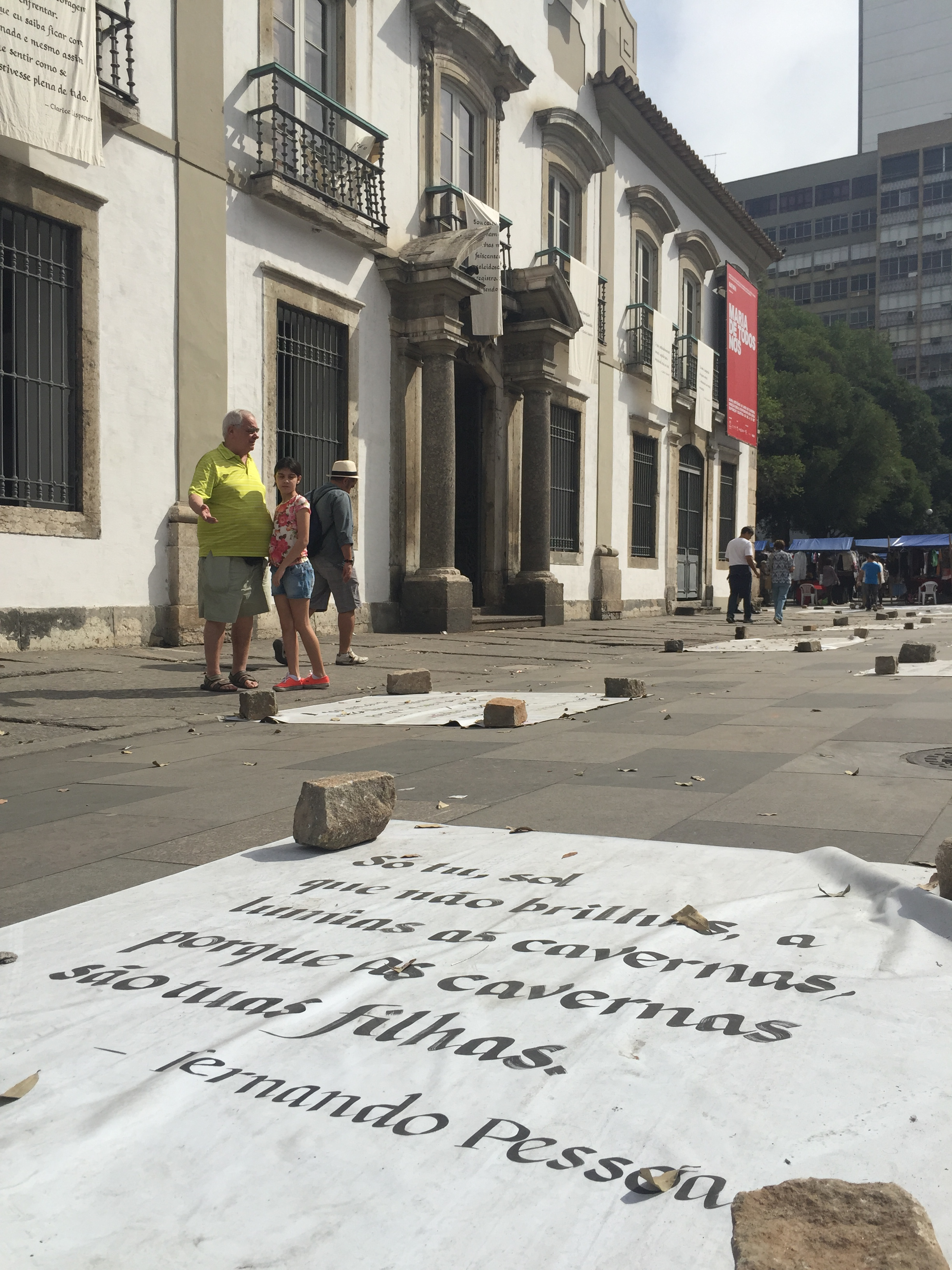
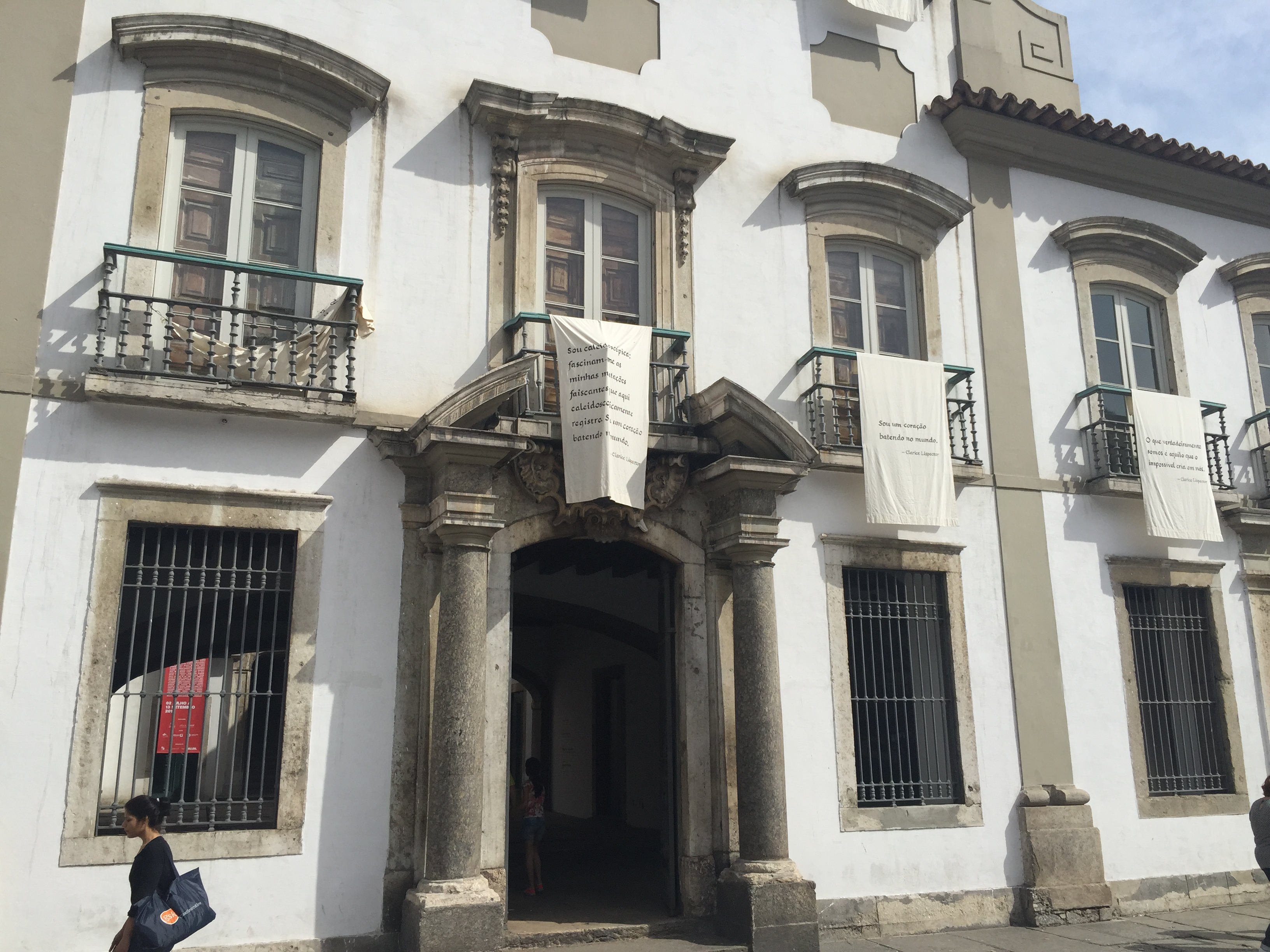
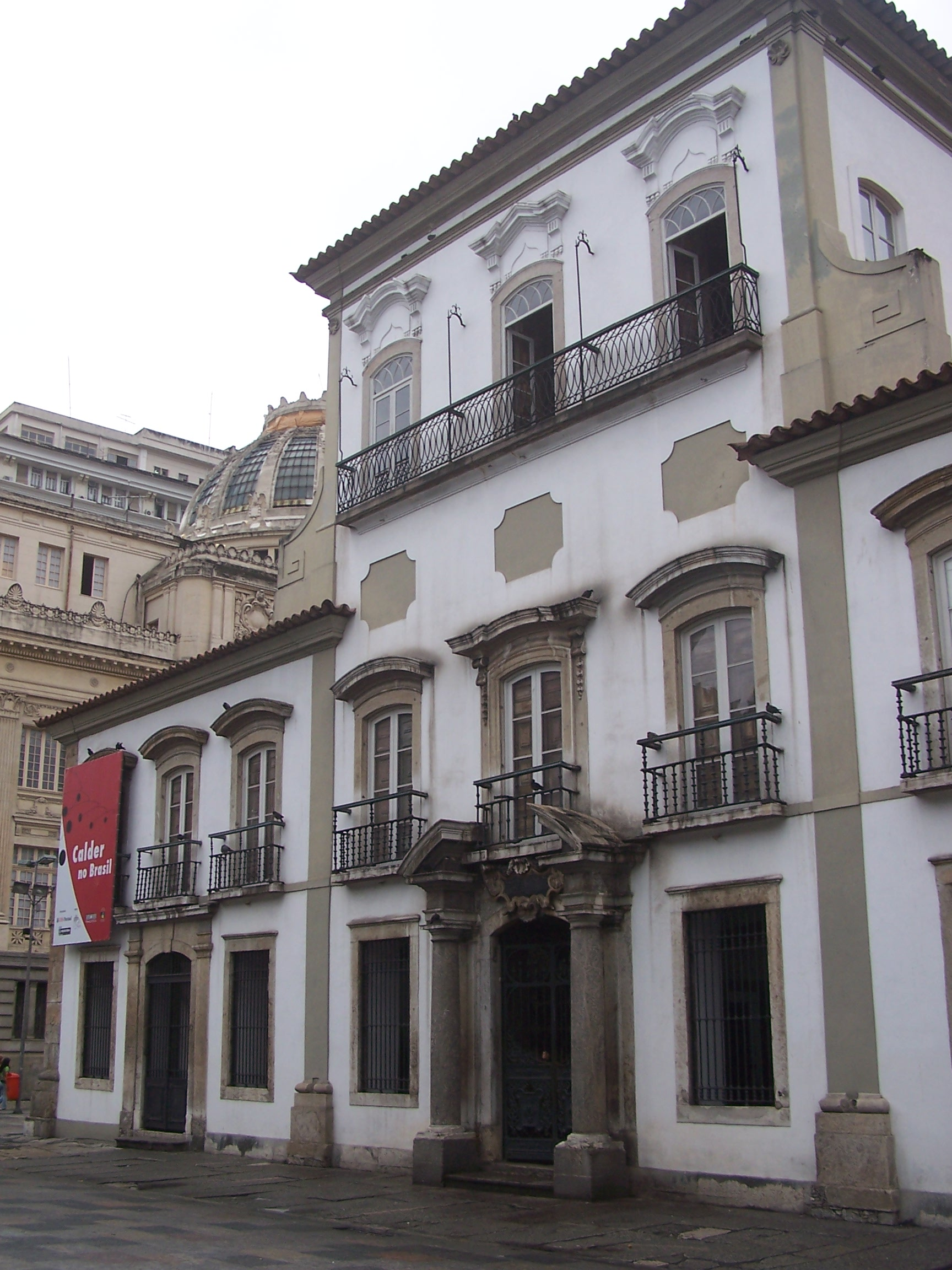
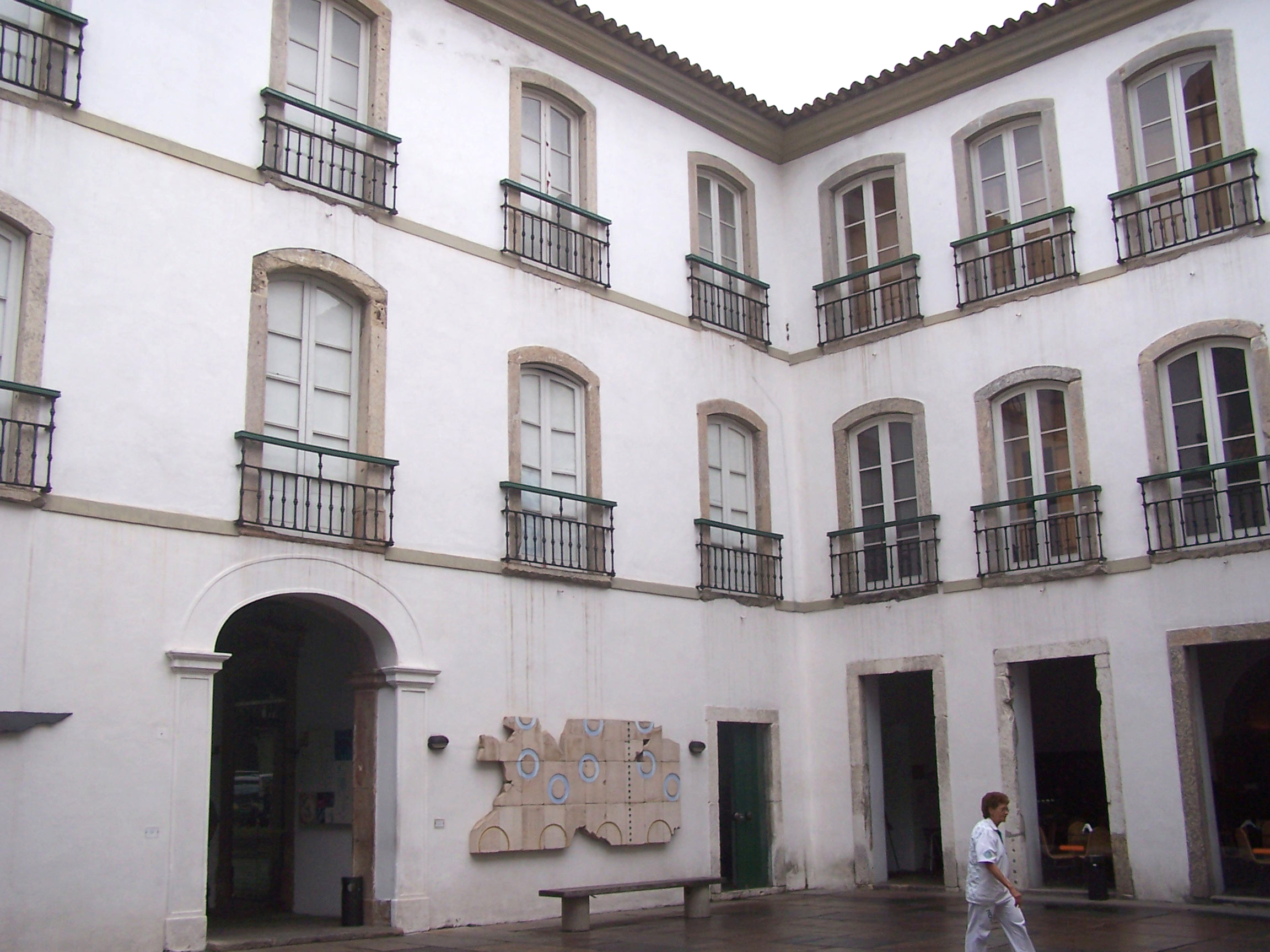